# Queenborough
Queenborough è un paese di 3 471 abitanti della contea del Kent, in Inghilterra, situata nell'isola di Sheppey.